# Služebníci světla
Služebníci světla (anglicky Servants of the Light Association – odtud zkratka SOL) je anglická ezoterická společnost.

## Vznik a věrouka
Společnost založil v roce 1972 W. E. Buttler. Butler byl bývalý člen Společnosti vnitřního světla. Členové mají za úkol se důkladně seznámit s mytologií, a to jak artušovskou a keltskou, tak i ostatní. Členové provozují rituální magii.